# Estola vittulata
Estola vittulata là một loài bọ cánh cứng trong họ Cerambycidae.